# El coloquio de los perros
El coloquio de los perros (em português, O colóquio dos cães, título pelo qual é mais conhecida, ainda que seu título original seja Novela y coloquio que pasó entre Cipión y Berganza, perros del Hospital de la Ressurreicción, que está en la ciudad de Valladolid, fuera de la puerta del Campo, a quien comúnmente llaman "Los perros de Mahudes") é uma das Novelas exemplares de Miguel de Cervantes.
A classificação desta peça como novela independente dentro das Novelas exemplares é problemática, já que o Colóquio é, em realidade, um texto que um dos personagens da novela anterior, El casamiento engañoso, dá a ler a um amigo. Assim, de certa forma, ambas as novelas formam uma unidade.
Trata-se de uma conversa entre dois cães, chamados Cipión e Berganza, que guardam o citado Hospital de la Ressurreicción de Valladolid, em cujo solar hoje se encontra a Casa Mantilla. Ao perceber que adquirira a faculdade de falar durante a noite, Berganza decide contar a Cipión suas experiências com distintos amos, percorrendo lugares como Sevilha, Montilla (Córdoba) e Granada, até chegar a Valladolid.
O relato de Berganza está construído segundo os princípios estruturais básico da novela picaresca (princípio de viagem, princípio de serviço a vários amos, etc.). Mediante o contraponto dos comentários do outro cão, Cipión, Cervantes questiona algum dos pressupostos e das técnicas da novela picaresca, enquanto reflete sobre as relações entre literatura, verossimilhança e realidade.